# Shōji Tōyama
Shōji Tōyama (jap. 唐山 翔自, Tōyama Shōji; * 21. September 2002 in Toyonaka, Präfektur Osaka) ist ein japanischer Fußballspieler.

## Karriere

### Verein
Shōji Tōyama erlernte das Fußballspielen in der Jugendmannschaft von Gamba Osaka. Als Jugendspieler kam er 2019 zehnmal in der U23-Mannschaft von Gamba Osaka in der dritten Liga, der J3 League, zum Einsatz. 2020 unterschrieb er einen Vertrag bei Gamba. Der Verein aus Suita, einer Stadt in der nördlichen Präfektur Osaka, spielte in der höchsten japanischen Liga, der J1 League. 2020 kam er siebenmal in der ersten und 23-mal in der zweiten Mannschaft zum Einsatz. Ende April 2021 wechselte er auf Leihbasis zum Zweitligisten Ehime FC. Am Saisonende belegte er mit Ehime den 20. Tabellenplatz und stieg in die dritte Liga ab. Am 1. Februar 2022 wurde er vom Zweitligisten Mito Hollyhock aus Mito ausgeliehen. Bis Ende Juli 2023 bestritt er für den Verein 32 Ligaspiele. Nach der Ausleihe kehrte er am 31. Juli 2023 zu Gamba zurück. Ein Jahr später wurde er im Juli 2024 vom Zweitligisten Roasso Kumamoto ausgeliehen. Hier stand er 13-mal bis Saisonende auf dem Spielfeld. Im Januar 2025 kehrte er zu Gamba zurück.

### Nationalmannschaft
Mit der U17-Nationalmannschaft nahm er an der U-17-Fußball-Weltmeisterschaft 2019 in Brasilien teil. Hier kam er auf vier Einsätze. Er bestritt drei Gruppenspiele und das Achtelfinalspiel gegen Mexiko.